# Júlia Hlavatá
Júlia Hlavatá (8. ledna 1939 - 27. září 2010) byla slovenská politička za HZDS, po sametové revoluci československá poslankyně Sněmovny národů Federálního shromáždění.

## Biografie
Ve volbách roku 1992 byla za HZDS zvolena do slovenské části Sněmovny národů. Ve Federálním shromáždění setrvala do zániku Československa v prosinci 1992. Bytem se uvádí v Šuranech. V slovenských parlamentních volbách roku 1998 neúspěšně kandidovala do Národní rady SR za HZDS na 143. místě kandidátní listiny. Profesně se uváděla jako lékařka.